# اقتصاد كينزي
النظرية الكنزية في الاقتصاد (بالإنجليزية:  Keynesian economics)‏ أسس هذه النظرية الاقتصادي البريطاني جون مينارد كينز, وتركز هذه النظرية على دور كلا القطاعين العام والخاص في الاقتصاد أي الاقتصاد المختلط حيث يختلف كينز مع السوق الحر (دون تدخل الدولة) أي انه مع تدخل الدولة في بعض المجالات.
في نظريته يعتقد أن اتجاهات الاقتصاد الكلي تحدد إلى حد بعيد سلوك الافراد على مستوى الاقتصاد الجزئي، وهو قد أكد كما العديد من الاقتصاديين الكلاسيكيين على دور الطلب الإجمالي على السلع وان لهذا الطلب دور رئيسي في الاقتصاد خصوصا في فترات الركود الاقتصادي، حيث يعتقد أنه من خلال الطلب الكلي تستطيع الحكومة محاربة البطالة والكساد، خصوصا إبان الكساد الكبير.
يعتقد أن الاقتصاد لا يميل إلى الاتجاه إلى التوظيف الكامل بشكل طبيعي وفق مبدأ اليد الخفية كما كان يعتقد الكلاسيكيين، وقد كان كثيرا يكتفي بشكر الاقتصادي سميث على كتاباته
تتعارض نظرية التوظيف الحديثة بشدة مع النظرية الكلاسيكية حيث ترى النظرية الحديثة ان النظام الاقتصادي الرأسمالي لا يحتوي على ضمان تحقيق التوظيف الكامل وان الاقتصاد الوطني قد يعمد إلى التوازن في الناتج الوطني رغم وجود بطالة كبيرة أو تضخم شديد فحالة التوظيف الكامل والمصحوب باستقرار نسبي في الأسعار وفق الفكر الكنزي انما هي حالة عرضية وليست دائمة التحقق.

## السياق التاريخي

### الاقتصاد الكلي قبل الكينزي
الاقتصاد الكلي هو دراسة العوامل التي تنطبق على الاقتصاد كاملًا، مثل مستوى السعر العام ومعدل الفائدة ومستوى التوظيف (أو ما يعادلها من الدخل أو الناتج المقاس بالقيمة الحقيقية).
كانت العادة الكلاسيكية في نظرية التوازن الجزئي هي تقسيم الاقتصاد إلى أسواق منفصلة بحيث يمكن ذكر كل حالة من شروط التوازن كمعادلة واحدة تحدد متغيرًا واحدًا. قدم النموذج النظري لمنحنيات الطلب والعرض الذي طوره فليمينغ جنكين وألفرد مارشال أساسًا رياضيًا موحدًا لهذا النهج، والذي عممته مدرسة لوزان على نظرية التوازن العام.
كانت النظريات الجزئية المرتبطة بالاقتصاد الكلي هي: نظرية كمية النقود التي تحدد مستوى السعر، والنظرية الكلاسيكية لسعر الفائدة، والحالة التي أشار إليها كينز بالنسبة للتوظيف والتي تمثل الفرضية الأولى للاقتصاد الكلاسيكي وتنص على أنَّ الأجر متساوٍ مع المنتج، وهو تطبيق مباشر للمبادئ الحدية التي طورت خلال القرن التاسع عشر (انظر «النظرية العامة»). سعى كينز إلى استبدال الجوانب الثلاثة للنظرية الكلاسيكية.

### بدايات اقتصاد كينزي
على الرغم من أنَّ عمل كينز قد تبلور قبل الكساد العظيم إلا أنه كان جزءًا من نقاشٍ اقتصاديٍ طويلٍ حول وجود وطبيعة وفرة السلع العامة. دعا كينز إلى اتباع عدد من السياسات لمعالجة الكساد العظيم (ولا سيما إنفاق العجز الحكومي في أوقات الاستثمار أو الاستهلاك الخاص المنخفض)، واقترح العديد من الأفكار النظرية (الطلب الفعال، والمضاعفة، ومعضلة التوفير) التي قدمها العديد من المؤلفين في القرن التاسع عشر وأوائل القرن العشرين. كانت مساهمة كينز الفريدة هي تقديم نظرية عامة لذلك كله والتي أثبتت قبولها في المؤسسة الاقتصادية.
شكلت نظريات قصور الاستهلاك لجون لو، وتوماس مالتوس، ومدرسة برمنغهام لتوماس أتوود، وعالمي الاقتصاد الأمريكيين ويليام تروفانت فوستر وواديل كاتشينغ (الذين كانا مؤثرين في عشرينيات وثلاثينيات القرن العشرين) أسس الاقتصاد الكينزي.
طورت العديد من المفاهيم في وقت مبكر وبشكل مستقل عن كينز من قبل مدرسة ستوكهولم خلال الثلاثينيات، وُصفت هذه الإنجازات في مقال نُشر عام 1937 ردًا على النظرية العامة لعام 1936.
ذكر جون روبرتسون في كتابه «معضلة التوفير» في عام 1892 في شكلها الأولي الذي وضعه الاقتصاديون الإتجاريون منذ القرن السادس عشر في كتابه مغالطة الادخار.

## كتاب «النظرية العامة»
طرح جون مينارد كينز (1883 -1946) الأفكار التي أصبحت أساس الاقتصاد الكينزي في كتابه الرئيسي الذي حمل عنوان «النظرية العامة للتوظيف والفائدة والنقد» عام 1936. كتب الكتاب خلال فترة الكساد العظيم عندما ارتفعت نسبة البطالة إلى 25٪ في الولايات المتحدة وبلغت 33٪ في بعض البلدان. يكاد يكون كتابه نظريًا تمامًا وتخللته مقاطع من النقد والتعليقات الاجتماعية. أثّر الكتاب بشكل عميق على الفكر الاقتصادي، وكان هناك جدل حول معناه منذ نشره.

### كينز والاقتصاد الكلاسيكي
بدأ كينز النظرية العامة بملخص عن النظرية الكلاسيكية للتوظيف، والتي ذكرها في صياغته لقانون ساي حيث طرح القول المأثور «يخلق العرض طلبه الخاص».
يُحدد معدل الأجور وفقًا للنظرية الكلاسيكية من خلال الإنتاجية الحدية للعمل طالما أنّ العديد من الأشخاص على استعداد للعمل بهذا المعدل. قد تنشأ البطالة من خلال الاحتكاك أو قد تكون طوعية: بمعنى أنها تنشأ عن رفض العمل بسبب التشريعات أو الممارسات الاجتماعية ... أو لمجرد رفض وعناد بشري. ولكن لا تعترف الفرضيات الكلاسيكية بالفئة الثالثة التي يعرفها كينز بأنها بطالة لاإرادية.
طرح كينز اعتراضين على فرضية النظرية الكلاسيكية بأن «مساومات الأجور تحدد الأجر الحقيقي». يكمن الأول في حقيقة أن «العمل ينص على أجر نقدي بدلًا من أجر حقيقي في حدود معينة». والثاني هو افتراض النظرية الكلاسيكية أنّ: «تعتمد الأجور الحقيقية للعمل على مساومات الأجور التي يجريها العمال مع رجال الأعمال»، بينما «إذا تغيرت الأجور النقدية سنتوقع من المدرسة الكلاسيكية أن تقول إنَّ الأسعار ستتغير بالنسبة نفسها تقريبًا، مسببة عودة الأجر الحقيقي ومستوى البطالة كما كانا من قبل».

### البطالة في الاقتصاد الكينزي

#### الادخار والاستثمار
الادخار هو جزء من الدخل غير مخصص للاستهلاك، والاستهلاك جزء من الإنفاق غير مخصص للاستثمار. وبذلك يشمل الادخار تراكم الدخل كنقد وشراء السلع طويلة الأجل.
رفض كينز النظرية الكلاسيكية القائلة بأن البطالة تنشأ بسبب الأجور الكبيرة، واقترح كينز بديلاً يعتمد على العلاقة بين الادخار والاستثمار. تنشأ البطالة من وجهة نظره عندما يفشل حافز رجال الأعمال في الاستثمار في مواكبة ميل المجتمع إلى الادخار (الميل هو أحد مرادفات كينز للطلب). إن مستويات الادخار والاستثمار متساوية وبالتالي يبقى الدخل تحت مستوى لا تكون فيه الرغبة في الادخار أكبر من الحافز للاستثمار.
ينشأ حافز الاستثمار من التفاعل بين الظروف المادية للإنتاج وتوقعات الربح المستقبلي، ولكن بمجرد توفر هذه الأشياء يكون الحافز مستقلاً عن الدخل ويعتمد فقط على معدل الفائدة r. حدد كينز قيمته كتابع لـ r ضمن جدول كفاءة رأس المال.

يعتبر الميل للادخار شكلًا مختلفًا تمامًا. الادخار هو ببساطة ذلك الجزء من الدخل غير المخصص للاستهلاك:
«يبدو أن القانون السائد هو أنه عندما يزيد إجمالي الدخل سيزداد الإنفاق الاستهلاكي أيضًا ولكن ضمن حدود».
وأضاف كينز أن «كان هذا القانون في غاية الأهمية بالنسبة للتطور الفكري»

## سياسات الاقتصاد الكينزي

### السياسة المالية النشطة
ذكر كينز أنَّ حل الكساد العظيم كان تحفيز البلاد (حافز الاستثمار) من خلال اعتماد نهجين:
1. تخفيض أسعار الفائدة (السياسة النقدية).
2. الاستثمار الحكومي في البنية التحتية (السياسة المالية).

إذا انخفض سعر الفائدة وتمكنت الشركات والمستهلكين من الاقتراض فإن الاستثمارات التي كانت غير مربحة في السابق ستصبح مربحة، وستزداد مبيعات المستهلكين الكبيرة التي تُمول عادة من خلال الديون (مثل المنازل والسيارات، أو حتى الأجهزة الكبيرة مثل الثلاجات) وبأسعار معقولة. تتمثل إحدى الوظائف الرئيسية للمصارف المركزية في البلدان التي تتحكم بسعر الفائدة من خلال مجموعة متنوعة من الآليات تسمى السياسة النقدية. هذه هي الطريقة التي يُعتقد أنَّها تحاكي السياسة النقدية التي تقلل من أسعار الفائدة لتحفيز النشاط الاقتصادي (نمو الاقتصاد).
تتكون السياسة المالية التوسعية من زيادة صافي الإنفاق العام والذي يمكن للحكومة أن تؤثر عليه من خلال فرض ضرائب أقل، أو زيادة الإنفاق أو كليهما. يزيد الاستثمار والاستهلاك من قبل الحكومة الطلب على منتجات الشركات والعمالة. إذا تجاوز الإنفاق الإيرادات تمول الحكومة الفرق بالاقتراض من أسواق رأس المال عن طريق إصدار سندات حكومية. ويسمى ذلك الإنفاق بالعجز. توجد نقطتان مهمتان يجب ملاحظتهما في هذه المرحلة. أولاً: لا يلزم وجود عجز في السياسة المالية التوسعية، وثانيًا: إنَّ التغيير في صافي الإنفاق هو الذي يمكن أن يحفز أو يثبط الاقتصاد. على سبيل المثال: إذا واجهت الحكومة عجزًا بنسبة 10٪ في العامين الماضي والحالي: يمثل ذلك سياسة مالية محايدة. إذا كان هناك عجز بنسبة 10٪ في العام الماضي و5٪ هذا العام تكون سياسة انكماشية. ومن ناحية أخرى: إذا كانت الحكومة قد حققت فائضًا بنسبة 10٪ من الناتج المحلي الإجمالي العام الماضي و5٪ هذا العام، ستكون هذه سياسة مالية توسعية مع عدم وجود عجز على الإطلاق.
لا تتكون سياسات الاقتصاد الكينزي فقط من إنفاق العجز، لأنها توصي بتعديل السياسات المالية وفقًا للظروف الدورية المتغيرة. ومن الأمثلة على السياسة المضادة للدورات الاقتصادية زيادة الضرائب لتهدئة الاقتصاد ومنع حدوث التضخم عند وجود نمو وفير في الطلب، والانخراط في عجز الإنفاق على مشاريع البنية التحتية كثيفة العمالة لتحفيز التوظيف واستقرار الأجور خلال فترات الانكماش الاقتصادي.
أثرت أفكار كينز على وجهة نظر فرانكلين روزفلت بأن القوة الشرائية غير الكافية قد تسببت في الكساد. تبنى روزفلت خلال رئاسته بعض جوانب الاقتصاد الكينزي خاصة بعد عام 1937 عندما عانت الولايات المتحدة خلال الكساد من الركود مرة أخرى بعد الانكماش المالي. لكن يمكن بالنسبة للكثيرين رؤية النجاح الحقيقي لسياسة كينز في بداية الحرب العالمية الثانية والتي قدمت دفعة للاقتصاد العالمي من خلال إعادة بناء رأس المال المدمر. أصبحت الأفكار الكينزية رسمية تقريبًا في أوروبا الديمقراطية الاجتماعية بعد الحرب وفي الولايات المتحدة في الستينيات.